# スーパードラゴン (列車)
スーパードラゴンは、かつて東日本旅客鉄道（JR東日本）が一ノ関駅 - 盛駅間を大船渡線経由で運行していた快速列車。

## 概要
大船渡線全線を走破する快速「むろね」が前身で、その線形にちなむ「ドラゴンレール大船渡線」の路線愛称付与にあわせて当列車も「スーパードラゴン」に改称された。
東日本大震災以降は太平洋側を運行できなくなり、一ノ関 - 気仙沼間の列車となっていた。2013年には列車そのものが廃止され、大船渡線の定期列車は全て普通列車となった。

## 運行概況
1日1往復運行されていた。2010年12月4日のダイヤ改正までは1日2往復だった。
気仙沼駅 - 盛駅間は東日本大震災以降運休扱いとなっていたが、その後各種市販の時刻表5月号から気仙沼止まりの列車と表記されるようになった。

### 停車駅
一ノ関駅 - 陸中門崎駅 - 陸中松川駅 - 猊鼻渓駅 - 摺沢駅 - 千厩駅 - 折壁駅 - 気仙沼駅
- 2011年まで運行されていた気仙沼駅 - 盛駅間は全列車各駅停車であった。

## 使用車両
キハ100系気動車が2両または3両編成で使用されていた。全車自由席であった。

## 大船渡線速達列車沿革

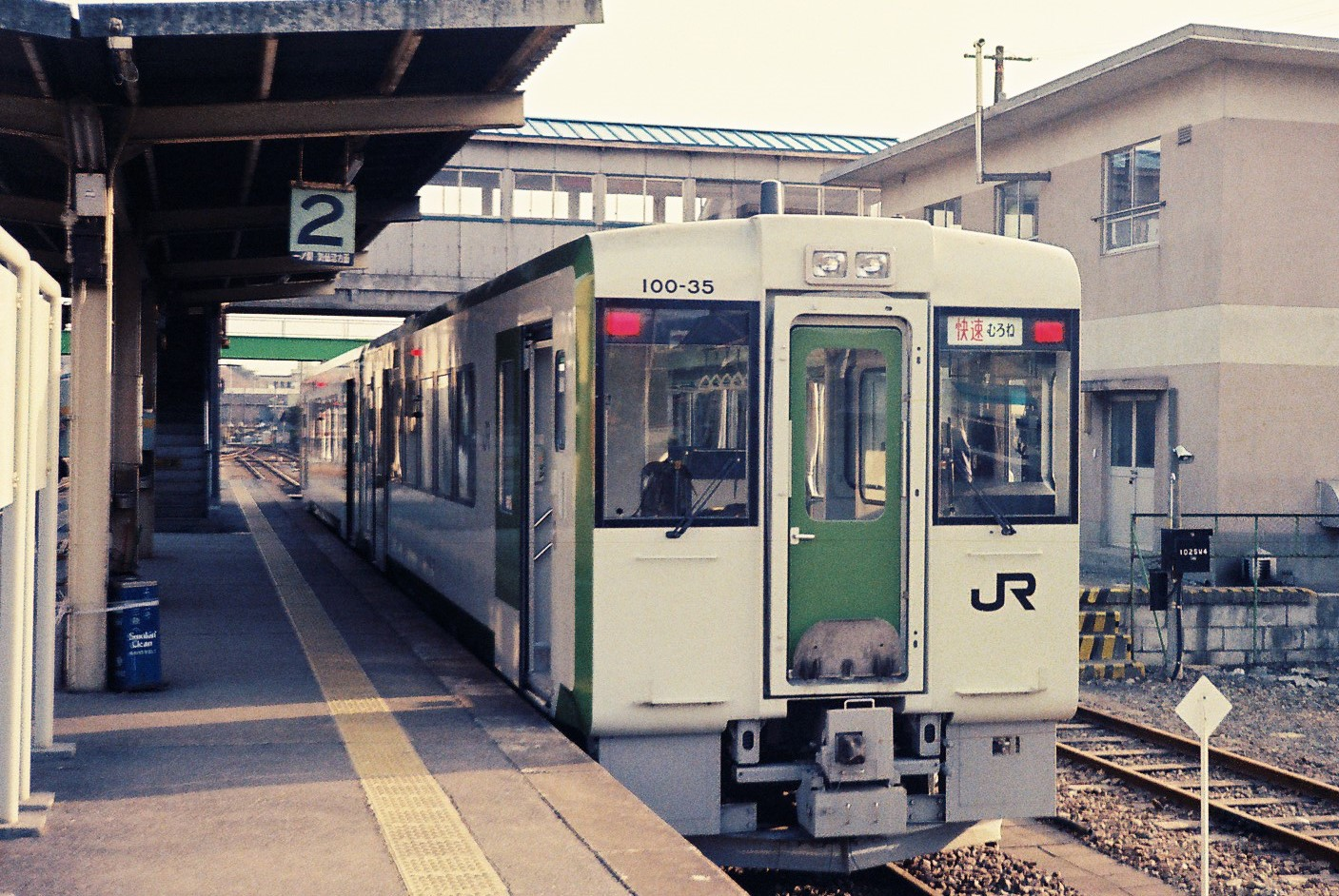
キハ100形快速「むろね」
（1992年2月 盛駅）

- 1960年（昭和35年） - 仙台駅 - 盛駅間を運行する準急列車として「むろね」運行開始。
  - なお、仙台駅 - 一ノ関駅間は「くりこま」と併結運転。
- 1963年（昭和38年） - 「むろね」2往復に増強。また、盛岡駅 - 盛駅間を東北本線・大船渡線経由で運行する準急列車「さかり」運行開始。ただし、「さかり」の盛岡駅行は大船渡線内普通列車として運行される。
- 1966年（昭和41年） - 「むろね」・「さかり」急行列車に格上げ。
- 1968年（昭和43年） - 「さかり」、青森発着となる。
- 1970年（昭和45年） - 「むろね」1往復増発。3往復に増強。
- 1972年（昭和47年） - 以下の様に運行形態を変更。
「むろね」1往復を一ノ関発着とし、「からくわ」の愛称を与える。「むろね」2往復に減。
「さかり」、盛岡発着とし、大船渡線内を「むろね」と併結運転を行う。
- 1982年（昭和57年） - 東北新幹線開業に伴い、以下のように運行体系の見直し。
「からくわ」・「さかり」を廃止。
「むろね」を快速列車に格下げ。
急行列車停車駅（大船渡線内）
一ノ関駅 - 陸中松川駅 - 摺沢駅 - 千厩駅 - 気仙沼駅 - 陸前高田駅 - 小友駅 - 大船渡駅 - 盛駅
- 1988年（昭和63年） - 「むろね」下り列車のみ三陸鉄道南リアス線釜石駅まで乗り入れ。
- 1993年（平成5年） - 名称を「スーパードラゴン」に変更。
- 1997年（平成9年） - 「スーパードラゴン」南リアス線釜石駅乗り入れを中止。
- 2007年（平成19年）3月18日 - 一部の「スーパードラゴン」が通過していた陸中門崎駅、陸中松川駅に全列車停車開始。これにより、「スーパードラゴン」の停車駅がおおむね統一される。
- 2010年（平成22年）12月4日 - 1日2往復から1往復になる。
- 2011年（平成23年）3月11日 - 東北地方太平洋沖地震により、大船渡線運休。4月1日に一ノ関駅 - 気仙沼駅間のみ運転再開。
- 2012年（平成24年）4月28日 - 上り列車のみ停車していた折壁駅に下り列車も停車。
- 2013年（平成25年）3月15日 - 3月16日のダイヤ改正により各駅停車化され廃止。
- 2025年（令和7年）3月22日 - キハ100系の運転終了にあわせ、快速スーパードラゴンを1日復活運転[1]。